# Прип'ятська сільська рада
Прип'ятська сільська рада — колишня адміністративно-територіальна одиниця та орган місцевого самоврядування в Шацькому районі Волинської області (Україна) з адміністративним центром у селі Прип'ять.
Припинила існування 15 квітня 2016 року в зв'язку з об'єднанням в Шацьку селищну територіальну громаду Волинської області. Натомість утворено Прип'ятський старостинський округ при Шацькій селищній громаді.

## Загальні відомості
Водоймища на території, підпорядкованій даній раді: річка Тенетиска.

## Населені пункти
Сільській раді підпорядковувались населені пункти:
- с. Прип'ять
- с. Вілиця
- с. Кропивники
- с. Плоске

## Населення
Згідно з переписом УРСР 1989 року чисельність наявного населення сільської ради становила 1230 осіб, з яких 569 чоловіків та 661 жінка.
За переписом населення України 2001 року в сільській раді мешкали 1174 особи.

### Мова
Розподіл населення за рідною мовою за даними перепису 2001 року:
| Мова       | Відсоток |
| ---------- | -------- |
| українська | 99,16 %  |
| російська  | 0,84 %   |

## Склад ради
Рада складається з 16 депутатів та голови.

### Керівний склад ради
| ПІБ                     | Основні відомості                                                                     | Дата обрання | Дата звільнення |
| ----------------------- | ------------------------------------------------------------------------------------- | ------------ | --------------- |
|                         | Сільський голова, 1955 року народження, освіта, член Української Народної Партії      | 26.03.2006   | 31.10.2010      |
| Гінчук Іван Миколайович | Сільський голова, 1955 року народження, освіта вища, член Української Народної Партії | 31.10.2010   |                 |

Примітка: таблиця складена за даними джерела